# Chory Castro
„Chory“ Castro, vollständiger Name Gonzalo Castro Irizábal, (* 14. September 1984 in Trinidad) ist ein uruguayischer Fußballspieler, der seit 2018 bei Nacional Montevideo in der Primera División spielt.

## Karriere

### Verein
Der Uruguayer „Chory“ Castro – auch als Chori Castro geführt –, der seine Schulausbildung an der escuela "Juana de Ibarburú" in Flores und anschließend am dortigen Liceo 1 und 2 erhielt, begann mit dem Fußballspielen bei Porongos in seiner Geburtsstadt. Es folgten Stationen beim dortigen Verein Nacional und bei Durazno. Mit 17 Jahren zog es ihn nach Montevideo. Dort holte ihn Trainer Daniel Carreño in die Erste Mannschaft Nacionals, wo er 2002 debütierte und bis 2007 spielte. Mit den Bolsos konnte er drei Meisterschaften (2002, 2005, 2005/06) erringen. Seine Leistungen in Südamerika entgingen auch den europäischen Vereinen nicht, so dass RCD Mallorca im Sommer 2007 seine Verpflichtung bekannt geben durfte. In den Spielzeiten 2007/08 bis 2011/12 bestritt er dort von seinem debüt am 16. September 2007 gegen den FC Villarreal bis zu seiner letzten Ligapartie am 13. Mai 2012 131 Erstligaspiele und erzielte 23 Tore. Seit der Saison 2012/13 steht er in Reihen Real Sociedad San Sebastiáns und absolvierte dort in jener Spielzeit 31 Spiele in der Liga BBVA, in denen er sieben Tore erzielte. In der Saison 2013/14 kam er zu 23 weiteren Ligaeinsätzen (zwei Tore). Zudem bestritt er zwei Partien in der Qualifikation und fünf Spiele im Hauptwettbewerb der Champions League. In der Saison 2014/15, die sein Verein als Tabellenzwölfter abschloss, lief er 32-mal (vier Tore) in der Liga BBVA und dreimal (kein Tor) in der Europa-League-Qualifikation auf. Es folgten acht Erstligaeinsätze (kein Tor) für den Klub in der Spielzeit 2015/16. Während der Saison löste er seinen noch bis 30. Juni 2016 laufenden Vertrag auf und wechselte in den ersten Januartagen 2016 zum FC Málaga. Dort debütierte er am 10. Januar 2016 mit einem Startelfeinsatz im Auswärtsspiel bei UD Las Palmas und bestritt in der Saison 2015/16 16 Erstligapartien (ein Tor). Für die Spielzeit 2016/17 stehen 29 Ligaeinsätze und ein Tor für ihn zu Buche.

### Nationalmannschaft
"Chory" Castro debütierte am 17. August 2005 im in Gijón ausgetragenen Freundschaftsländerspiel gegen Spaniens Auswahl unter Trainer Jorge Fossati in der uruguayischen Fußballnationalmannschaft. Dabei stand er in der Startelf, wurde jedoch zur Pause gegen Mario Regueiro ausgetauscht. Am 26. Oktober 2005 kam er zu einem weiteren Einsatz in der Celeste, als er die zweite Halbzeit bei der 1:3-Niederlage gegen Mexiko bestritt. Sein drittes Länderspiel absolvierte er unter Coach Óscar Tabárez – ebenfalls als Einwechselspieler zur Halbzeit – bei der 0:2-Niederlage am 15. November 2006 gegen die seinerzeit von Klaus Toppmöller betreute Nationalelf Georgiens. Danach folgte eine lange Länderspielpause, ehe er am 14. November 2012 erstmals wieder in der Partie gegen Polen eingesetzt wurde. Sein fünftes und bislang letztes Spiel für die Nationalelf bestritt er am 6. Februar 2013. Der Gegner bei diesem Aufeinandertreffen war Spanien.

## Erfolge
- 3× Uruguayischer Meister: 2002, 2005, 2005/06

## Privates
Castro ist mit Luciana Beal verheiratet.